# Camelops hesternus
Camelops hesternus – wymarły prehistoryczny ssak z rodziny wielbłądowatych, około 20% większy od współcześnie żyjących wielbłądów. Zamieszkiwał w plejstocenie Amerykę Północną od Alaski do środkowego Meksyku. Osiągał 2,2 metra wysokości i do 800 kg wagi. Szkielety tych ssaków odnajdywano w Kalifornii. Wymarł około 10 tys. lat temu.